# Parafia św. Wawrzyńca w Głuchołazach
Parafia św. Wawrzyńca w Głuchołazach – rzymskokatolicka parafia dekanatu Głuchołazy. Parafia została założona w 1285. Jej obecnym proboszczem jest ks. Tomasz Struzik. Kościół parafialny, dwuwieżowy, wybudowany w 1729 w stylu barokowym, z wczesnogotyckim portalem. Mieści się przy ulicy Kościelnej.